# Cacosterninae
Cacosterninae Noble, 1931 è una sottofamiglia di anfibi anuri della famiglia Pyxicephalidae.

## Distribuzione
La sottofamiglia è diffusa nell'Africa subsahariana.

## Tassonomia
Comprende 10 generi, per un totale di 78 specie:
- Amietia Dubois, 1987 - (16 sp.)
- Anhydrophryne Hewitt, 1919 - (3 sp.)
- Arthroleptella Hewitt, 1926 - (10 sp.)
- Cacosternum Boulenger, 1887 - (16 sp.)
- Microbatrachella Hewitt, 1926 - (1 sp.)
- Natalobatrachus Hewitt & Methuen, 1912 - (1 sp.)
- Nothophryne Poynton, 1963 - (5 sp.)
- Poyntonia Channing & Boycott, 1989 - (1 sp.)
- Strongylopus Tschudi, 1838 - (10 sp.)
- Tomopterna Duméril & Bibron, 1841 - (15 sp.)